# Церковь Казанской иконы Божией Матери (Киясово)
Церковь Казанской иконы Божией Матери (Казанская церковь) — православный храм Подольской епархии Русской православной церкви в селе Киясово в городском округе Ступино Московской области.
Храмовый ансамбль является объектом культурного наследия федерального значения (ранее памятником истории и культуры республиканского значения) (Постановление Совета Министров РСФСР от 30.08.1960 г. № 1327, Указ Президента России от 20.02.1995 г. № 176). В состав комплекса включены также: ограда с воротами, сторожка северная, сторожка южная, имеющие статус выявленных объектов культурного наследия (Приказ Комитета по культуре Московской области от 31.12.1998 г. № 354).
Адрес: Московская область, Ступинский район, село Киясово, ул. Школьная, 4/1.

## История
Церковь в селе Киясово была построена по указанию императрицы Екатерины II, которая, по преданию, во время путешествия из Петербурга в Москву почувствовала недуг в ногах. Так как возле села было много целебных источников, императрица посетила их, и в благодарность за полученное исцеление распорядилась соорудить на этом месте церковь. Архитектурно храм представлял собой церковь в духе московского зодчества XVII века: пятиглавый четверик с трапезной с пристроенным к ней с севера одноглавым Никольским приделом и ярусной колокольней.

Ворота с оградой

Простояв два века, 9 декабря 1909 года церковь Казанской иконы Божией Матери была переосвящена после ремонта, который был проведён на средства благотворителя П. Г. Савина и вновь расписан А. Титовым. Храм пережил Октябрьскую революцию и 1930-е годы советского гонения на церковь. Однако был закрыт в период Хрущёвской оттепели: в 1962 году с церкви был сброшен колокол, церковная утварь разграблена и сожжена, здание храма частично разрушено.
Казанская церковь была возвращена верующим в 1990 году, в период перестроечных реформ. К настоящему времени храм отремонтирован. Его настоятелем является протоиерей Иоанн Ильич Соколов. Приписной церковью к Казанскому храму является церковь иконы Божией Матери «Неупиваемая Чаша».